# Français du Luxembourg
 (signalé en août 2025).
Si vous disposez d'ouvrages ou d'articles de référence ou si vous connaissez des sites web de qualité traitant du thème abordé ici, merci de compléter l'article en donnant les références utiles à sa vérifiabilité et en les liant à la section « Notes et références ».
- Archive Wikiwix
- Bing
- Cairn
- DuckDuckGo
- E. Universalis
- Gallica
- Google
- G. Books
- G. News
- G. Scholar
- Persée
- Qwant
- (zh) Baidu
- (ru) Yandex
- (wd) trouver des œuvres sur Wikidata

Le français du Luxembourg est une variante régionale qui se différencie peu du français de France ou du français de Belgique.  Plutôt que d'être un dialecte distinct, il se situe sur le spectre des variations du français dans sa zone géographique.

## Influences d'autres langues
Cela dit, le français parlé au Luxembourg est quand même influencé par les deux autres langues officielles, l'allemand et le luxembourgeois et aussi par des langues des communautés importantes issues de l'immigration, tels que l'italien et le portugais.
Quelques exemples d'influences allemandes :
- L'emploi de la structure dative allemande : « À Jean son chien. » pour dire « Le chien de Jean. » ;
- Des traductions littérales des termes allemands : « manteau de pluie » pour « imperméable » (Regenmantel) ;
- Frach pour dire « effronté ».
- Roquette pour dire « fusée » (Rakete).

Certaines de ces expressions sont aussi présentes dans le français parlé dans les régions géographiquement proches comme le français de Lorraine et le français d'Alsace.

## Régionalismes
Exemples :
- « On base » pour dire « On s'en va ».